# Aracaju
Aracaju est une ville brésilienne, capitale de l'État du Sergipe.

## Généralités
Aracaju possède un aéroport (code AITA : AJU).

## Géographie
Aracaju se situe sur le littoral atlantique et est traversée par les rivières Rio Sergipe (pt) et Rio Poxim (pt).
Sa population était de 520 207 habitants au recensement de 2007. La municipalité s'étend sur 174 km2.
Si l'on rajoute les populations des villes formant le Grand Aracaju (Nossa Senhora do Socorro, Barra dos Coqueiros, Laranjeiras et São Cristóvão), l'agglomération regroupe environ 850 000 personnes.

## Personnalités
- Willians Santana (1988-), footballeur brésilien, né à Aracaju.